# Roger Asselberghs
Roger Asselberghs (Antwerpen, 13 mei 1925 - 26 oktober 2013) was een Belgische jazzsaxofonist en -klarinettist.

## Biografie
Asselberghs stamde uit een muzikantenfamilie en leerde aanvankelijk fluit, mondharmonica en piano. Dankzij platen van Benny Goodman, Count Basie en Artie Shaw kwam hij in aanraking met de jazz. Hij koos daarop voor de klarinet, waarop hij zichzelf, als autodidact, leerde spelen. In 1944 speelde hij in het orkest van gitarist Marcel Bossu, daarna in het kwartet van Coco Colignon. Met zijn vriend Jack Sels werd hij in 1945 lid van het octet van Mickey Bunner. In 1946/47 speelde hij in Lüttich, o.a. met René Thomas, Bobby Jaspar en Jacques Pelzer.
Na zijn diensttijd in 1948/49 speelde hij in Jack Sels' orkest Bop-Afro-Cubain baritonsaxofoon. In de jaren erop begeleidde hij bezoekende musici als Sidney Bechet, Roy Eldridge, James Moody, Kenny Clarke en Buck Clayton. In 1952 toerde hij met Dizzy Gillespie, Jacques Brel en Sacha Distel. Na meerdere jaren in de groep van Sels werd hij in 1957 lid van het Belgische radio-orkest onder leiding van Léo Souris en toerde hij met Les jeunesses Musicales met Souris, Benoît Quersin, Jacques Pelzer, Herman Sandy en Johnny Peret door Afrika. In de jazz was hij tussen 1950 en 1958 betrokken bij tien opnamesessies, o.a. van Sidney Bechet (1951), Jack Sels en Taps Miller.